# Glaucome pigmentaire
Le glaucome pigmentaire est un type particulier de neuropathie dégénérative progressive avec altération du nerf optique et du champ visuel.

## Épidémiologie
Il y a deux stades évolutifs :
1. la dispersion pigmentaire : maladie héréditaire à transmission autosomale dominante à pénétrance variable. Elle touche 2 % des sujets caucasiens, surtout les myopes. Le tiers des dispersions pigmentaires entraîne un glaucome pigmentaire.
2. glaucome pigmentaire : il représente 2 % des glaucomes, touche 2 fois plus et plus précocement les hommes que les femmes. C’est un glaucome du sujet jeune, et donc parfois sévère mais qui peut aussi guérir spontanément, fait unique dans cette pathologie. L’évolution est en fait imprévisible.

## Physiologie
L’origine est le frottement de l’épithélium pigmentaire de l’iris sur la zonule lors :
- du clignement
- de l’accommodation
- des efforts
- du sport
- des traumatismes

Avec le temps, surtout chez le myope, l’iris devient de plus en plus concave, à cause de la croissance du diamètre frontal de l’œil.
La libération de ce pigment dans la chambre antérieure entraîne des lésions trabéculaires. Au début, la phagocytose du pigment par les macrophages est réversible. Puis la migration des cellules dans le trabéculum rend le phénomène irréversible.

## Signes cliniques
- le faisceau de Krukenberg : est des dépôts de pigment sur la cornée. Sa largeur est de 2-3 mm de large sur 6 mm de hauteur. Il peut disparaître avec le temps.
- l’iris : est concave. Il présente des défects radiaires périphériques transilluminables. On peut aussi observer des dépôts « poivre » sur l’iris, correspondant à du pigment. Ce signe peut disparaître.
- la zonule : peut être le siège de dépôts, comme le cristallin. Ces signes ne disparaissent pas et peuvent permettre un diagnostic rétrospectif.
- l’angle : est pigmenté (classification de Scheie). Cette pigmentation peut disparaître.
- l’hypertonie oculaire : est très variable. Les pics pressionnels sont souvent très importants et correspondent à des moments de largage de pigment dans la chambre antérieure.

## Traitement
Il dépend du moment dans l’évolution de la maladie.

### Traitement au stade de la dispersion pigmentaire
Il faut faire une iridotomie périphérique qui diminuera la concavité de l’iris. Cela réduira le gradient de pression antéropostérieur. Ce geste n’a pas d’effet sur l’hypertonie oculaire, il n’a d’effet que sur la dispersion pigmentaire. Ses indications sont :
- sujet jeune
- syndrome de dispersion pigmentaire
- iris concave
- présence d’une hypertonie oculaire

On contrôlera la tension oculaire à J1 et J7 afin de voir s’il y a une efficacité et de voir si le geste n’a pas provoqué une hypertonie oculaire.
Les complications de l’iridotomie périphérique sont :  
- la fermeture de l’iridotomie irienne (complication la plus fréquente)
- la synéchie irienne postérieure (accolement de l’iris au cristallin)
- une hémorragie irienne (exceptionnellement grave)
- une hypertonie oculaire

### Traitement de l’hypertonie oculaire
C’est la trabécularétraction irienne à l’Argon. Elle entraîne une rétraction des mailles trabéculaires, qui facilite l’écoulement de l’humeur aqueuse et une activation cellulaire, qui facilite la phagocytose du pigment. Elle est très efficace dans cette indication, sans danger, même sur un glaucome évolué. Le taux d’échec est de 5 à 10 %. Dans cette indication, il faut commencer à des puissances basses (400 mW).

Sinon, le traitement est classique : d’abord médicamenteux (par collyres anti-glaucomateux), puis par chirurgie, si cela ne suffit pas (aggravation de la neuropathie avec un traitement médicamenteux maximum).